# Heihachirō Fukuda
Heihachirō Fukuda (jap. 福田 平八郎 Fukuda Heihachirō); ur. 28 lutego 1892, zm. 22 marca 1974 – japoński malarz.
Pochodził z niewielkiej wioski w prefekturze Ōita na wyspie Kiusiu. Jego ojciec prowadził sklep z przyborami piśmienniczymi. Jako dziecko był słabym uczniem, w 1910 roku podjął studia w Szkole Sztuk i Rzemiosła w Kioto. Tam odkryto jego talent plastyczny i skierowano do Szkoły Malarstwa. Wypracował własny, indywidualny styl wypływający z wnikliwej obserwacji natury. Tworzył barwne, dekoracyjne układy kompozycyjne, przechodząc z czasem w kierunku abstrakcji, zastępując trójwymiarowość płaskimi układami linii i plam. Tematem jego obrazów była natura (kwiaty, bambusy, ptaki, ryby), a także przedmioty nieożywione. W przeciwieństwie do innych japońskich artystów nigdy nie przyjął pseudonimu i tworzył pod własnym imieniem.
W 1961 roku został odznaczony Orderem Kultury.